# Navestock
Navestock är en by och en civil parish i Brentwood i Essex i England. Orten har 585 invånare (2011). Byn nämndes i Domedagsboken (Domesday Book) år 1086, och kallades då Alia Nessetocha/Astoca/Nas(s)estoca.